# Piłka wodna na Letnich Igrzyskach Olimpijskich 1900
Zawody w piłce wodnej na Letnich Igrzyskach Olimpijskich 1900 w Paryżu rozegrane zostały po raz pierwszy w historii igrzysk olimpijskich. Wystartowało w nich siedem klubów reprezentujących cztery państwa: Belgię, Cesarstwo Niemieckie, Francję i Wielką Brytanię. Początkowo zgłoszonych było osiem zespołów, jednak przed początkiem zmagań wycofał się drugi zespół Osborne Swimming Club.
Turniej odbył się w dniach 11-12 sierpnia na Sekwanie. Składał się z ćwierćfinałów, półfinałów i finału. Nie rozegrano meczu o 3. miejsce, z tego względu Międzynarodowy Komitet Olimpijski przyznał dwóm drużynom brązowe medale.

## Drabinka
|  |                                 |                                 |                                 |                                 |   |                               |                               |          |  |  |       |       |       |
|  | Ćwierćfinał                     | Ćwierćfinał                     | Ćwierćfinał                     |                                 |   | Półfinał                      | Półfinał                      | Półfinał |  |  | Finał | Finał | Finał |
|  | Ćwierćfinał                     | Ćwierćfinał                     | Ćwierćfinał                     |                                 |   | Półfinał                      | Półfinał                      | Półfinał |  |  | Finał | Finał | Finał |
|  |                                 |                                 |                                 |                                 |   |                               |                               |          |  |  |       |       |       |
|  |                                 |                                 |                                 |                                 |   |                               |                               |          |  |  |       |       |       |
|  | Osborne Swimming Club           | Osborne Swimming Club           | 12                              |                                 |   |                               |                               |          |  |  |       |       |       |
|  | Osborne Swimming Club           | Osborne Swimming Club           | 12                              |                                 |   |                               |                               |          |  |  |       |       |       |
|  | Tritons Lillois                 | Tritons Lillois                 | 0                               |                                 |   |                               |                               |          |  |  |       |       |       |
|  | Tritons Lillois                 | Tritons Lillois                 | 0                               |                                 |   | Osborne Swimming Club         | Osborne Swimming Club         | 10       |  |  |       |       |       |
|  |                                 |                                 |                                 |                                 |   | Osborne Swimming Club         | Osborne Swimming Club         | 10       |  |  |       |       |       |
|  |                                 |                                 | Pupilles de Neptune de Lille II | Pupilles de Neptune de Lille II | 1 |                               |                               |          |  |  |       |       |       |
|  | Pupilles de Neptune de Lille II | Pupilles de Neptune de Lille II | Pupilles de Neptune de Lille II | Pupilles de Neptune de Lille II | 1 | 3                             |                               |          |  |  |       |       |       |
|  | Pupilles de Neptune de Lille II | Pupilles de Neptune de Lille II |                                 |                                 |   |                               |                               |          |  |  |       |       |       |
|  | Berliner Schwimm Club           | Berliner Schwimm Club           | 2                               |                                 |   |                               |                               |          |  |  |       |       |       |
|  | Berliner Schwimm Club           | Berliner Schwimm Club           | 2                               |                                 |   | Osborne Swimming Club         | Osborne Swimming Club         | 7        |  |  |       |       |       |
|  |                                 |                                 |                                 |                                 |   |                               | Osborne Swimming Club         | 7        |  |  |       |       |       |
|  |                                 |                                 | Club de natation de Bruxelles   | Club de natation de Bruxelles   | 2 |                               |                               |          |  |  |       |       |       |
|  | Club de natation de Bruxelles   | Club de natation de Bruxelles   | Club de natation de Bruxelles   | Club de natation de Bruxelles   | 2 | 2                             |                               |          |  |  |       |       |       |
|  | Club de natation de Bruxelles   | Club de natation de Bruxelles   |                                 |                                 |   |                               |                               |          |  |  |       |       |       |
|  | Pupilles de Neptune de Lille I  | Pupilles de Neptune de Lille I  | 0                               |                                 |   |                               |                               |          |  |  |       |       |       |
|  | Pupilles de Neptune de Lille I  | Pupilles de Neptune de Lille I  | 0                               |                                 |   | Club de natation de Bruxelles | Club de natation de Bruxelles | 5        |  |  |       |       |       |
|  |                                 |                                 |                                 |                                 |   | Club de natation de Bruxelles | Club de natation de Bruxelles | 5        |  |  |       |       |       |
|  |                                 |                                 | Libellule de Paris              | Libellule de Paris              | 1 |                               |                               |          |  |  |       |       |       |
|  | Libellule de Paris              |                                 | Libellule de Paris              | Libellule de Paris              | 1 |                               |                               |          |  |  |       |       |       |
|  |                                 |                                 |                                 |                                 |   |                               |                               |          |  |  |       |       |       |
|  | wolny los                       |                                 |                                 |                                 |   |                               |                               |          |  |  |       |       |       |
|  |                                 |                                 |                                 |                                 |   |                               |                               |          |  |  |       |       |       |

## Wyniki

### Ćwierćfinały
| Data       | Drużyna 1                       | Wynik | Drużyna 2                      |
| ---------- | ------------------------------- | ----- | ------------------------------ |
| 11.08.1900 | Osborne Swimming Club           | 12:0  | Tritons Lillois                |
| 11.08.1900 | Pupilles de Neptune de Lille II | 3:2   | Berliner Schwimm Club          |
| 11.08.1900 | Club de natation de Bruxelles   | 2:0   | Pupilles de Neptune de Lille I |
|            | Libellule de Paris              | –     | wolny los                      |

### Półfinały
| Data       | Drużyna 1                     | Wynik | Drużyna 2                       |
| ---------- | ----------------------------- | ----- | ------------------------------- |
| 12.08.1900 | Osborne Swimming Club         | 10:1  | Pupilles de Neptune de Lille II |
| 12.08.1900 | Club de natation de Bruxelles | 5:1   | Libellule de Paris              |

### Finał
| Data       | Drużyna 1             | Wynik | Drużyna 2                     |
| ---------- | --------------------- | ----- | ----------------------------- |
| 12.08.1900 | Osborne Swimming Club | 7:2   | Club de natation de Bruxelles |

## Klasyfikacja końcowa
| Poz.   | Drużyna                         |
| ------ | ------------------------------- |
| złoto  | Osborne Swimming Club           |
| srebro | Club de natation de Bruxelles   |
| brąz   | Libellule de Paris              |
| brąz   | Pupilles de Neptune de Lille II |
| 5-7    | Berliner Schwimm Club           |
| 5-7    | Pupilles de Neptune de Lille I  |
| 5-7    | Tritons Lillois                 |

## Tabela medalowa
| Lp.   | Państwo               | Złoto | Srebro | Brąz | Razem |
| ----- | --------------------- | ----- | ------ | ---- | ----- |
| 1     | Wielka Brytania (GBR) | 1     | 0      | 0    | 1     |
| 2     | Belgia (BEL)          | 0     | 1      | 0    | 1     |
| 3     | Francja (FRA)         | 0     | 0      | 2    | 2     |
| Razem | Razem                 | 1     | 1      | 2    | 4     |

## Składy drużyn
Poniższe tabele przedstawiają składy drużyn olimpijskich w piłce wodnej na Letnich Igrzyskach Olimpijskich 1900. Zostały one stworzone na podstawie bazy olimpijskich medalistów Międzynarodowego Komitetu Olimpijskiego oraz informacji zgromadzonych przez Billa Mallona – amerykańskiego lekarza zajmującego się historią igrzysk olimpijskich.
| Berliner Schwimm Club                                                                                           | Club de natation de Bruxelles | Libellule de Paris | Osborne Swimming Club |
| --- | --- | --- | --- |
| - Hans Aniol - Paul Gebauer - Max Hainle - Georg Hax - Gustav Lexau - Herbert von Petersdorff - Fritz Schneider | - Jean de Backer - Victor de Behr - Henri Cohen - Fernand Feyaerts - Oscar Grégoire - Albert Michant - Georges Romas - Guillaume Séron - Victor Sonnemans - A.R. Upton | - Thomas Burgess - Jules Clévenot - Alphonse Decuyper - Louis Laufray - Henri Peslier - Auguste Pesloy - Paul Vasseur | - Thomas Coe - Robert Crawshaw - William Henry - John Arthur Jarvis - Peter Kemp - Victor Lindberg - Frederick Stapleton |

| Pupilles de Neptune de Lille I                                                                                  | Pupilles de Neptune de Lille II                                                                                           | Tritons Lillois |
| --- | --- | --- |
| - Favier - Philippe Houben - René Lériche - Georges Leuillieux - Ernest Martin - René Tartara - Charles Treffel | - Auguste Camelin - Eugène Coulon - Fardelle - Antoine Fiolet - Pierre Gellé - Louis Marc - Louis Martin - Désiré Mérchez | - Joseph Bertrand - Victor Cadet - Charles Devendeville - Maurice Hochepied - Jean Leclerq - Léon Tisserand - Jules Verbecke |